# Arkadij a Boris Strugačtí

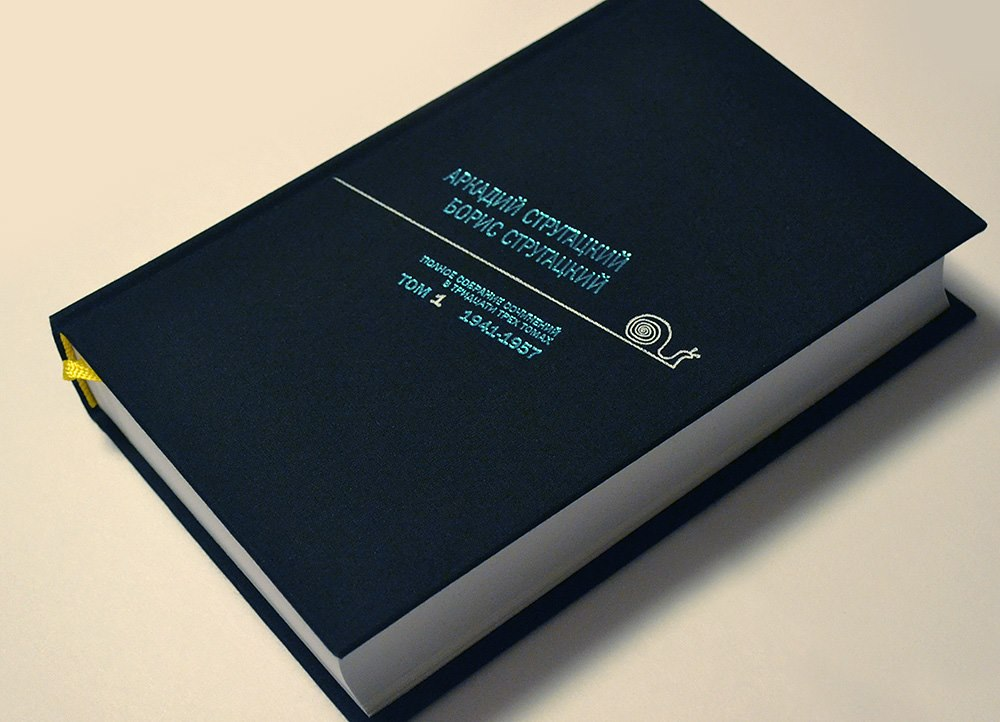
Přední strana prvního svazku souborného ruského vydání díla bratří Strugackých z roku 2017.

Bratři Arkadij Natanovič Strugackij (28. srpna 1925 Batumi – 12. října 1991 Moskva) a Boris Natanovič Strugackij (15. dubna 1933 Leningrad – 19. listopadu 2012 Sankt Petěrburg) byli ruští spisovatelé, kteří se stali známí romány jako například Piknik u cesty, Poledne, 22. století, Je těžké být bohem nebo Špunt. Všechny tyto knihy (kromě Pikniku u cesty) se odehrávají ve 22. století ve Světě Poledne nazvaného podle povídkového sborníku.
Psali i humorněji pojatá díla, například novely Pondělí začíná v sobotu a navazující Pohádka o Trojce. Kvůli svému satirickému pohledu na sovětskou byrokracii v kombinaci s pohádkovými a absurdními motivy však na sebe upoutali větší pozornost sovětských cenzorů a s cenzurou pak měli problémy i nadále.
Světově uznávaní ruští spisovatelé v žánru sci-fi – bratři Arkadij a Boris Strugačtí – byli vždy vnímáni jako nedělitelná autorská dvojice. Jejich postavy nejsou žádní velcí hrdinové. Prožívají velká dilemata, která nemusí ovlivnit pouze je, ale třeba celý národ, který si to ani neuvědomuje. Strugačtí jsou jedni ze zakladatelů moderního žánru sci-fi.

## Stručně životopisy

### Arkadij
Narozen roku 1925, zemřel 1991. Po absolvování desetiletky pracoval na výrobě granátů v nacisty obleženém Leningradě. Doprovázel nemocného otce přes Ladožské jezero, otec však cestou zemřel a Arkadij se dostal do dětského domova, matka v Leningradě zůstala. V roce 1943 narukoval, vystudoval pěchotní učiliště v Akťubinsku a po válce se dostal na Vysokou školu cizích jazyků, kde si vybral orientalistiku a japonštinu. V roce 1955 opustil armádu a živil se jako redaktor. V roce 1956 napsal s L. Petrovem svou první povídku Popel Bikini.

### Boris
Narozen roku 1933, byl tedy o 8 let mladší než bratr. Proto s matkou v obleženém Leningradě zůstal, absolvoval po válce školu s maturitou a později na Leningradské státní univerzitě fakultu fyziky a mechaniky. Studia ukončil promocí v roce 1955 a začal pracovat na Pulkovské hvězdárně v Leningradě. Když v roce 1991 bratr zemřel, v psaní pokračoval pod pseudonymem S. Vitickij. Boris Strugackij podlehl kombinaci zápalu plic a rakoviny krve v pondělí 19. listopadu 2012 v rodném Petrohradu, bylo mu 79 let.

## Dílo bratrů Strugackých
Psát společně začali v roce 1957. Zejména první knihy byly dobrodružnými vědeckofantastickými romány, propagující komunistickou ideologii, později začali své postavy lépe propracovávat a do knih se dostávala stále více kritika sovětské společnosti. Mnohé z těchto děl bylo proto cenzurováno a nemohlo dlouho vyjít.
Publikovali rovněž pod pseudonymem S. Jaroslavcev, ke kterému se uchylovali v 70. a 80. letech 20. století v době, kdy nemohli publikovat pod svými jmény. Pseudonymu také užívali u některých titulů určených dětskému čtenáři.
Po smrti Arkadije v roce 1991 začal Boris psát dál pod pseudonymem S. Vitickij, protože se spolu s bratrem již dříve dohodli, že jméno Bratři Strugačtí se nebude po smrti jednoho z nich dále používat.
Společně napsali více než 25 románů a novel a také jednu divadelní hru.

### Pod vlastními jmény
- Planeta nachových mračen (Страна багровых туч), napsáno roku 1957, vydáno roku 1959, první díl tzv. Bykovovské trilogie nazývané tak podle jejího hlavního hrdiny, meziplanetárního letce Alexeje Bykova.
- Šest zápalek (1960, Шесть спичек), sbírka povídek.
- Cesta na Amalteu (1960, Путь на Амальтею), sbírka povídek, titulní povídka je druhou částí tzv. Bykovovské trilogie.
- Tachmasib letí k Saturnu (1962, Стажёры), třetí díl tzv. Bykovovské trilogie, ruský název znamená Praktikanti.
- Poledne, 22. století (1962, Полдень, XXII век), sbírka povídek.
- Pokus o útěk (1962, Попытка к бегству),
- Ničivá vlna (1963, Далёкая Радуга),
- Je těžké být bohem (1964, Трудно быть богом),
- Dravci mého století (1965, Хищные вещи века), román související s Bykovovskou trilogií.
- Pondělí začíná v sobotu (1965, Понедельник начинается в субботу),
- Nepokoj (Беспокойство), první varianta románu Les napsaná roku 1965 a vydaná až roku 1990.
- Les (Улитка на склоне), první část vydána roku 1966, další neúplná část roku 1968, prvně v úplnosti vydáno roku 1972 ve Spolkové republice Německo, v Sovětském svazu až roku 1988. Ruský název znamená Slimák na úbočí.
- Ošklivá káčátka (Гадкие лебеди), povídka napsaná roku 1967, prvně vydána roku 1972 ve Spolkové republice Německo, v Sovětském svazu až roku 1987 pod názvem Čas deště (Время дождя), roku 1989 se povídka stala součástí románu Kulhavý osud.
- Druhá invaze Marťanů (1967, Второе нашествие марсиан),
- Pohádka o Trojce (1968, Сказка о Тройке), pokračování knihy Pondělí začíná v sobotu.
- Obydlený ostrov (1969, Обитаемый остров), první díl tzv. Kammererovy trilogie nazývané tak podle jejího hlavního hrdiny progresora Maxima Kammerera.
- Hotel U mrtvého alpinisty (1970, Отель У Погибшего Альпиниста),
- Špunt (1971, Малыш),
- Piknik u cesty (1972, Пикник на обочине), vydáváno také pod názvem Stalker.
- Město zaslíbených (Град обреченный), napsáno roku 1972, vydáno až v letech 1988–1989.
- Chlapík z pekla (1974, Парень из преисподней),
- Miliardu let před koncem světa (1976—1977, За миллиард лет до конца света),
- Brouk v mraveništi (1979—1980, Жук в муравейнике), druhý díl tzv. Kammererovy trilogie.
- Pověst o přátelství a nepřátelství (1980, Повесть о дружбе и недружбе), pohádka.
- Pět lžiček elixíru (1983, Пять ложек эликсира), nerealizovaný filmový scénář na motivy jedné epizody z románu Kulhavý osud, který v té době nebyl ještě vydán. Tiskem scénář vyšel poprvé časopisecky až v roce 1989.
- Vlny ztišují vítr, (1985—1986, Волны гасят ветер), třetí díl tzv. Kammererovy trilogie.
- Kulhavý osud (1986, Хромая судьба), napsáno roku 1982, vydání z roku 1986 ještě neobsahuje Ošklivá káčátka, kompletně vydáno až roku 1989.
- Obtěžkáni zlem aneb Po čtyřiceti letech (1988, Отягощённые злом, или Сорок лет спустя),
- Židáci města Pitěru aneb Truchlivé debaty při svíčkách (1990, Жиды города Питера, или Невесёлые беседы при свечах), divadelní hra,
- Krakenovy dny (2001, Дни Кракена), vydání nedokončeného románu Arkadie Strugackého z let 1962-1963 doplněné o prvotiny obou bratrů a o první pokusy o společnou tvorbu (pět z těchto textů vyšlo česky v knize Stará spojení).

### Pod jménem S. Jaroslavcev
- Výprava do pekel (Экспедиция в преисподнюю), první dvě části vyšly roku 1974, třetí až roku 1984.
- Detaily ze života Nikity Voroncova (1984, Подробности жизни Никиты Воронцова),
- Ďábel mezi lidmi (1993, Дьявол среди людей), napsáno v letech 1990–1991.

### Pod jménem S. Vitickij
- Hledání úradku (1995, Поиск предназначения, или Двадцать седьмая теорема этики),
- Bezmocní tohoto světa (2003, Бессильные мира сего).

## Filmové adaptace
- Návštěva z vesmíru (1977), český televizní film podle románu Piknik u cesty, režie Otakar Kosek, inscenace byla českým komunistickým režimem zničena.[5]
- Hotel U mrtvého alpinisty (1979, Hukkunud Alpinisti' hotell), estonský sovětský film, režie Grigori Kromanov.
- Stalker (1979, Сталкер), sovětsko-německý film podle románu Piknik u cesty, režie Andrej Tarkovskij.
- Čarodějové (1982, Чародеи), ruský sovětský film podle knihy Pondělí začíná v sobotu, režie Konstantin Brombnerg.
- Miliardu let před koncem světa (1983, Egymilliárd évvel a világvége előtt), maďarský film, režie László Félix.
- Miliardu let před koncem světa (1986, Miljardi vuotta ennen maailmanloppua), finský film, režie Tapio Suominen.
- Dopisy mrtvého muže (1986, Письма мёртвого человека), ruský sovětský film, režie Konstantin Lopušanskij, podíl na scénáři Boris Strugacký
- Špunt (1987, Малыш), ruský sovětský televizní film, režie Alexej Borodin a Julia Kosarceva.
- Dny zatmění (1988, Дни затмения), ruský sovětský film podle románu Miliardu let před koncem světa, režie Alexandr Sokurov.
- Je těžké být bohem (1989, Es ist nicht leicht ein Gott zu sein), německý film, režie Peter Fleischmann.
- Pokušení B., (1990, Искушение Б.), ruský sovětský televizní film podle scénáře Pět lžiček elixíru, režie Arkadij Sirenko.
- Nesmluvená setkání (1994), český televizní film podle románu Špunt, režie Irena Pavlásková.
- Před koncem světa (1996, Πριν το τέλος του κόσμου), řecký film podle románu Miliardu let před koncem světa, režie Panagiotis Maroulis.
- Ošklivé káčátka (2006, Гадкие лебеди), ruský film, režie Konstantin Lopušanskij.
- Obydlený ostrov (2008, Обитаемый остров), ruský film, režie Fjodor Bondarčuk, jde o první část dvoudílného filmu.
- Srážka (2009, Cхватка), ruský film, druhá část filmu Obydlený ostrov, režie Fjodor Bondarčuk.
- Je těžké být bohem (2013, Трудно быть богом), ruský film, režie Alexej Germann, film byl dokončen již roku 2006.

## Počítačové hry
V roce 2007 vznikla první část třídílné počítačová hry S.T.A.L.K.E.R., která se sice knihou i filmem zčásti inspiruje, ale přímo s ním nesouvisí. Jednotlivé díly série jsou samostatné (stand-alone) tituly, které na sebe volně navazují: S.T.A.L.K.E.R.: Shadow of Chernobyl (2007), S.T.A.L.K.E.R.: Clear Sky (2008) a S.T.A.L.K.E.R.: Call of Pripyat (2009).
Existují ještě počítačové hra Hotel At a Lost Climber podle knihy Hotel U mrtvého alpinisty,
Hard to be a God podle knihy Je těžké být bohem a tři tituly těžící z románu Obydlený ostrov, které však nebyly zdaleka tak úspěšné jako S.T.A.L.K.E.R.

## Česká vydání
- Planeta nachových mračen, Mladá fronta, Praha 1962, přeložil Jaroslav Piskáček.
- Šest zápalek, vydáno v antologii Povídky z vesmíru, Svět sovětů, Praha 1961 a v antologii Riziko nesmrtelnosti, Lidové nakladatelství, Praha 1985, přeložil Jaroslav Piskáček.
- Cesta na Amalteu, vydáno v antologii Druhé povídky z vesmíru, Svět sovětů, Praha 1962, přeložil Jaroslav Piskáček.
- Tachmasib letí k Saturnu, Svět sovětů, Praha 1962, Jaroslav Piskáček.
- Ničivá vlna, Svět sovětů, Praha 1965, přeložil Jaroslav Piskáček, znovu Laser a Triton, Plzeň a Praha 2003.
- Hotel U mrtvého alpinisty, Československý spisovatel, Praha 1972, přeložil Jaroslav Piskáček, znovu Lidové nakladatelství, Praha 1983.
- Je těžké být bohem, Svoboda, Praha 1973, přeložil Jaroslav Piskáček, znovu Laser a Triton, Plzeň a Praha 2002 a Triton, Praha 2013.
- Piknik u cesty, Mladá fronta, Praha 1974, přeložila Marie Uhlířová, znovu 1985.
- Poledne, 22. století, Práce, Praha 1980, přeložil Josef Týč.
- Druhá invaze Marťanů, vydáno v antologii Pozemšťané a mimozemšťané, Svoboda, Praha 1981, přeložil Oldřich Uličný.
- Brouk v mraveništi, Lidové nakladatelství, Praha 1982, přeložil Jaroslav Piskáček, znovu Triton, Praha 2005.
- Pokus o útěk, vydáno v antologii Experiment člověk, Svoboda, Praha 1983, přeložil Oldřich Uličný.
- Les, Je těžké být bohem, Svoboda, Praha 1983, přeložil Libor Dvořák a Jaroslav Piskáček.
- Pondělí začíná v sobotu, Lidové nakladatelství, Praha 1984, přeložil Jaroslav Piskáček, znovu Triton, Praha 2005.
- Dravci mého století, Obydlený ostrov, Miliardu let před koncem světa, Svoboda, Praha 1985, přeložil Libor Dvořák.
- Vlny ztišují vítr, vydáno v časopise Sovětská literatura 1985/12, přeložil Libor Dvořák.
- Pět lžiček elixíru, vydáno v časopise Sovětská literatura 1986/12, přeložil Libor Dvořák.
- Chlapík z pekla, vydáno v antologii Chlapík z pekla, Albatros, Praha 1986, přeložila Miroslava Genčiová.
- Výprava do pekel, Lidové nakladatelství, Praha 1988, přeložil Jaroslav Piskáček,
- Kulhavý osud, Odeon, Praha 1989, přeložil Libor Dvořák.
- Vlny ztišují vítr, Pohádka o Trojce, Svoboda, Praha 1989, přeložil Libor Dvořák.
- Špunt, Albatros, Praha 1989, přeložil Libor Dvořák.
- Město zaslíbených, Baronet, Praha 1989, přeložili Jana Moravcová a Bohumil Neumann.
- Nepokoj, vydáno v časopise Ikarie 1999/01, přeložil Libor Dvořák.
- Stalker, Laser a Triton, Plzeň a Praha 2002, přeložila Marie Uhlířová, znovu Triton, Praha 2010.
- Podrobnosti o životě Nikity Voroncova, Triton, Praha 2004, přeložil Konstantin Šindelář.
- Obydlený ostrov, Triton, Praha 2009, přeložil Libor Dvořák.
- Ďábel mezi lidmi, Hledání úradku, Detaily ze života Nikity Voroncova, Triton, Praha 2008, přeložil Libor Dvořák.
- Stará spojení, Argo, Praha 2010, přeložil Libor Dvořák, bilingvní vydání prvotin obou bratrů a prvních pokusů o společnou tvorbu z knihy Krakenovy dny.
- Les, Triton, Praha 2011, přeložil Libor Dvořák.
- Pohádka o Trojce, Triton, Praha 2012, přeložil Libor Dvořák.
- Židáci města Pitěru, Triton, Praha 2013, přeložil Libor Dvořák.
- Bezmocní tohto světa, Triton, Praha 2015, přeložil Konstantin Šindelář
- Odsouzené město, Triton,Praha 2018, přeložil Konstantin Šindelář (2. české vydání a nový překlad originálu "Град обреченный")